# Membraniporella nitida
Membraniporella nitida is een mosdiertjessoort uit de familie van de Cribrilinidae. De wetenschappelijke naam van de soort is voor het eerst geldig gepubliceerd in 1838 door Johnston.